# جريجوري تي بوبا
جريجوري تي بوبا (بالرومانية: Grigore T. Popa)‏ هو مترجم وأستاذ جامعي روماني، ولد في 1 مايو 1892 في إقليم فاسلوي في رومانيا، وتوفي في 18 يوليو 1948 في بوخارست في رومانيا.